# 有道词典
有道词典是网易有道推出的词典相关的服务与软件。
基于有道搜索引擎后台的网页数据以及自然语言处理中的数据挖掘技术，大量的中文与外语的并行语料（包括词汇和例句）被挖掘出来，并通过网络服务及桌面软件的方式让用户可以方便的查询。
目前有道词典已经有多个版本，其中包括桌面版、手机版、Pad版、网页版、mac版以及各个浏览器插件的版本。是中国市场占有量最大的词典类软件。

## 桌面版
有道桌面词典采用了软件加服务的方式：桌面端的软件只带有较小的词库，软件只负责一些必要的取词、弹出窗口和展示结果等功能；而相应的服务器端，则维护了海量的词典数据，同时负责智能取词、例句和百科的搜索等复杂的功能。最新版的桌面词典还集成了机器翻译功能。

## 网络版
有道词典的在线词典服务被称为有道海量词典，可通過官方網站進入。

## 手机版
有道手机词典支持的操作系统包括：Symbian V3，V5、Java ME、iOS、Windows Phone以及Android。也可以访问手机网络版的有道词典服务。

## 外部連結
- 官方网站 